# Camilo Melivilú
Camilo Andrés Melivilú Fuentes (Santiago del Cile, 8 settembre 1993) è un calciatore cileno, attaccante del Deportes Puerto Montt.